# 레반 셴겔리아
레반 셴겔리아(조지아어: ლევან შენგელია, 1995년 10월 27일 ~ )는 조지아의 축구 선수로 포지션은 윙어이다. 현재 그리스 수페르리가 엘라다의 파네톨리코스 FC 소속이다.

## 클럽 경력
2013년 만 18세에 FC 딜라 고리 2군에 입단하며 프로 무대에 입문하였다.
2015년 벨기에의 AFC 튀비즈로 이적하며 해외 무대에 처음 진출하였고, 2016년 6월 24일 대전 시티즌과의 It's Daejeon 축구대회에서 후반 막판 골을 기록하였다.
2017년 김은중 코치의 추천을 받아 대전 시티즌으로 임대 이적하였다. 2017년 4월 부천 FC 1995와의 원정 경기에서 부천팬들을 향해 손가락 욕을 했다고 오해를 샀으며, 이에 불만을 품은 부천팬들이 경기 종료 후 대전 선수단 버스 앞에 나타나 레반을 모욕하는 내용의 걸개를 들고 과격행동을 펼치며 논란이 일기도 하였다. 5월 3일 FC 안양전을 통해 K리그 데뷔골을 기록했다.
임대 복귀 이후 FC 디나모 트빌리시로 이적했다.

## 국가대표팀 경력
2019년 10월 12일에 열린 아일랜드 축구 국가대표팀과의 유로 2020 예선전 경기에서 국가대표팀 데뷔전을 치렀다.

## 참고 자료
- 대전시티즌으로 임대 이적한 레반 센겔리아가 보내는 인사